# متیل‌فسفنیل دی‌فلوئورید
متیل‌فسفنیل دی‌فلوئورید (به انگلیسی: Methylphosphonyl difluoride) با فرمول شیمیایی CH۳POF۲ یک ترکیب شیمیایی با شناسه پاب‌کم ۶۹۶۱۰ است. که جرم مولی آن ۱۰۰ g/mol می‌باشد. 